# Sumbagråfågel
Sumbagråfågel (Edolisoma dohertyi) är en fågel i familjen nålfåglar inom ordningen tättingar.

## Utbredning och systematik
Fågeln förekommer i Små Sundaöarna på öarna Sumbawa, Flores och Sumba. IUCN kategoriserar arten som livskraftig.

## Namn
Fågelns vetenskapliga artnamn hedrar William Doherty (1857-1901), amerikansk upptäcktsresande, entomolog, ornitolog och samlare av specimen.